# Ljussjön, Södermanland
Ljussjön är en sjö i Gnesta kommun i Södermanland och ingår i Trosaåns huvudavrinningsområde. Sjön är 15,3 meter djup, har en yta på 0,0794 kvadratkilometer och befinner sig 59,5 meter över havet.

## Delavrinningsområde
Ljussjön ingår i det delavrinningsområde (656164-156797) som SMHI kallar för Utloppet av Ljussjön. Medelhöjden är 63 meter över havet och ytan är 0,42 kvadratkilometer. Det finns inga avrinningsområden uppströms utan avrinningsområdet är högsta punkten. Vattendraget som avvattnar avrinningsområdet har biflödesordning 3, vilket innebär att vattnet flödar genom totalt 3 vattendrag innan det når havet efter 64 kilometer. Avrinningsområdet består mestadels av skog (80 procent). Avrinningsområdet har 0,08 kvadratkilometer vattenytor vilket ger det en sjöprocent på 19 procent.